# Diocesi di Itapipoca
La diocesi di Itapipoca (in latino: Dioecesis Itapipocana) è una sede della Chiesa cattolica in Brasile suffraganea dell'arcidiocesi di Fortaleza. Nel 2021 contava 443.910 battezzati su 523.571 abitanti. È retta dal vescovo Rosalvo Cordeiro de Lima.

## Territorio
La diocesi comprende 16 comuni dello stato brasiliano del Ceará: Itapipoca, Amontada, Apuiarés, Irauçuba, Itapajé, Itarema, Miraíma, Paracuru, Paraipaba, Pentecoste, São Luís do Curu, Tejuçuoca, Trairi, Tururu, Umirim e Uruburetama.
Sede vescovile è la città di Itapipoca, dove si trova la cattedrale di Nostra Signora delle Grazie.
Il territorio si estende su 11.266 km² ed è suddiviso in 30 parrocchie, raggruppate in 5 zone pastorali.

## Storia
La diocesi è stata eretta il 13 marzo 1971 con la bolla Qui summopere di papa Paolo VI, ricavandone il territorio dall'arcidiocesi di Fortaleza e dalla diocesi di Sobral.

## Cronotassi dei vescovi
Si omettono i periodi di sede vacante non superiori ai 2 anni o non storicamente accertati.
- Paulo Eduardo Andrade Ponte † (25 giugno 1971 - 20 marzo 1984 nominato arcivescovo di São Luís do Maranhão)
- Benedito Francisco de Albuquerque (4 gennaio 1985 - 25 maggio 2005 ritirato)
- Antônio Roberto Cavuto, O.F.M.Cap. (25 maggio 2005 - 7 ottobre 2020 ritirato)
- Rosalvo Cordeiro de Lima, dal 7 ottobre 2020

## Statistiche
La diocesi nel 2021 su una popolazione di 523.571 persone contava 443.910 battezzati, corrispondenti all'84,8% del totale.
| anno | popolazione | popolazione | popolazione | presbiteri | presbiteri | presbiteri | presbiteri                | diaconi | religiosi | religiosi | parrocchie |
| anno | battezzati  | totale      | %           | numero     | secolari   | regolari   | battezzati per presbitero | diaconi | uomini    | donne     | parrocchie |
| ---- | ----------- | ----------- | ----------- | ---------- | ---------- | ---------- | ------------------------- | ------- | --------- | --------- | ---------- |
| 1976 | 333.554     | 342.987     | 97,2        | 14         | 10         | 4          | 23.825                    |         | 8         | 29        | 13         |
| 1980 | 361.189     | 373.081     | 96,8        | 15         | 10         | 5          | 24.079                    |         | 5         | 36        | 14         |
| 1990 | 380.000     | 399.000     | 95,2        | 21         | 19         | 2          | 18.095                    |         | 3         | 34        | 21         |
| 1999 | 685.000     | 417.000     | 164,3       | 27         | 24         | 3          | 25.370                    |         | 3         | 45        | 20         |
| 2000 | 389.300     | 422.000     | 92,3        | 29         | 26         | 3          | 13.424                    |         | 3         | 45        | 20         |
| 2001 | 380.700     | 412.000     | 92,4        | 28         | 23         | 5          | 13.596                    |         | 11        | 33        | 18         |
| 2002 | 401.404     | 446.606     | 89,9        | 26         | 21         | 5          | 15.438                    |         | 5         | 43        | 18         |
| 2003 | 402.933     | 446.606     | 90,2        | 34         | 29         | 5          | 11.850                    |         | 5         | 38        | 18         |
| 2004 | 402.933     | 446.606     | 90,2        | 27         | 23         | 4          | 14.923                    |         | 4         | 51        | 18         |
| 2006 | 412.000     | 457.000     | 90,2        | 34         | 30         | 4          | 12.117                    |         | 12        | 46        | 19         |
| 2013 | 428.000     | 475.000     | 90,1        | 46         | 43         | 3          | 9.304                     | 1       | 16        | 79        | 24         |
| 2016 | 443.910     | 487.000     | 91,2        | 45         | 42         | 3          | 9.864                     | 11      | 40        | 42        | 25         |
| 2019 | 454.640     | 498.760     | 91,2        | 48         | 45         | 3          | 9.471                     | 11      | 19        | 69        | 28         |
| 2021 | 443.910     | 523.571     | 84,8        | 51         | 48         | 3          | 8.704                     | 12      | 12        | 52        | 30         |